# 柳川弘志
柳川 弘志（やながわ ひろし、1944年-　）は、日本の生物学・化学者、慶應義塾大学客員教授。

## 人物紹介
神奈川県出身。1969年横浜国立大学工学部応用化学科卒業、1974年東北大学大学院理学研究科化学専攻博士課程修了、「アスパラガス酸の化学と生化学」で理学博士。三菱化成（現三菱化学）生命科学研究所研究員、2000年慶應義塾大学理工学部生命情報学科教授。2010年客員教授。
専門分野は、ゲノムネットワーク解析、タンパク質の進化分子工学、進化分子工学
COE採択メンバー・リーダー。21世紀COEプログラム・生命科学分野、システム生物学による生命機能の理解と制御

## 著書
- 『生命の起源を探る』1989 岩波新書
- 『RNA学のすすめ 生命のはじまりからリボザイム、エイズまで』講談社(ブルーバックス)1990
- 『生命はいかに創られたか』ティビーエス・ブリタニカ 1991
- 『RNAのニューエイジ』羊土社 実験医学バイオサイエンス 1993
- 『生命はRNAから始まった』岩波書店 岩波科学ライブラリー 1994
- 『遺伝子情報は人類に何を問うか 「ゲノム」が描き出す次世代の設計図』1999 ウェッジ選書

### 共編著
- 『RNAワールド 生命の起源を解く鍵』古田弘幸共著 海鳴社 1988
- 『生命科学への招待 生命機能の科学と工学の最前線』太田博道共編著 三共出版 2003
- 『現代生物科学入門 9合成生物学』浅島誠,土居信英,板谷光泰,菅原正,四方哲也共著 岩波書店 2010